# Antonio Rosmini
Pour les articles homonymes, voir Rosmini.
Antonio Rosmini, en français Antoine Rosmini (Rovereto, 25 mars 1797 - Stresa, 1er juillet 1855), est un prêtre fondateur de l'institut de la Charité (les rosminiens), et un penseur, pionnier du concept de justice sociale, et figure  du catholicisme libéral italien. Il est béatifié le 18 novembre 2007 par Benoît XVI.

## Biographie
Antonio Francesco Davide Ambrogio Rosmini Serbati naît à Rovereto, dans l'actuelle région du Trentin-Haut-Adige, il appartient à une famille de la noblesse aisée ; il entre au séminaire, et après des études à Pavie et Padoue, est ordonné prêtre le 21 avril 1821.
En 1828, il fonde une nouvelle congrégation religieuse, l'institut de la Charité (appelé aussi congrégation des rosminiens ou Pères rosminiens). Les membres peuvent être prêtres ou laïcs, et se consacrent à la prédication, à l'enseignement de la jeunesse, et aux œuvres de charité, qu'elles soient matérielles, morales ou intellectuelles. Ils s'implantent en Italie, en Angleterre, en Irlande, en France et en Amérique.
Deux de ses ouvrages, Les Cinq blessures de la Sainte Église et La Constitution de la justice sociale, suscitent à l'époque une certaine opposition, notamment de la part des Jésuites ; ils sont placés à l'Index en 1849. Rosmini fait acte de soumission à Rome et se retire à Stresa, sur les bords du lac Majeur, où il meurt six ans plus tard. Sur son lit de mort, il expire en laissant trois consignes à ses amis : « Adorare, tacere, gaudere — adorer, se taire, se réjouir ».
Avant sa mort, il avait appris que la censure pesant sur ses écrits était levée par la Congrégation de l'Index. Vingt ans plus tard, le mot utilisé par la Congrégation pour lever la censure (dimittantur) est sujet à polémique : certains affirment que cela revient à approuver l'ouvrage, d'autres soutiennent que la formule est purement négative, et n'implique pas qu'il n'y ait aucune erreur dans les ouvrages de Rosmini. La controverse est tranchée en 1887 par le pape Léon XIII : il condamne quarante thèses rosminiennes et interdit qu'on les enseigne.
Il est réhabilité par la Congrégation pour la doctrine de la foi, présidée par Joseph Ratzinger, en 2001. L'héroïcité de ses vertus a été reconnue par l'Église catholique le 26 juin 2006. Après la signature d'un décret de béatification par le pape Benoît XVI, le 3 juin de l'année suivante, il a été béatifié le 18 novembre 2007, à Novare par le cardinal Saraiva Martins.

### Œuvres
Une édition de ses écrits en 17 volumes a été publiée à Milan (1842-44), complétée par les œuvres posthumes en 5 volumes (Turin, 1859-74). 
Les œuvres les plus importantes sont :
- Introduction à la philosophie, trd. Jean-Marc Trigeaud, Ed. Bière, coll. Biblio. Phil. Comp., Classiques, 1992
- Philosophie de la politique, Ed. Bière, coll. Biblio. Phil. Comp., Philosophie politique –2, 2000.
- Nouvel Essai sur l’Origine des idées
- Maximes de la perfection chrétienne
- Courte esquisse des systèmes de philosophie moderne et de son propre système, 2013
- Anthologie philosophique, s. dir. De R. Jolivet, Emmanuel Vitte, 1954.
- Les Cinq blessures de la Sainte Église, mis à l'index en 1849.
- La Constitution de la justice sociale, mis à l'index en 1849.

### Études
- Fortuné Palhoriès, La philosophie de Rosmini, Paris, Alcan, 1908.
- Lucienne Portier et Serbati Rosmini, Antonio Rosmini : 1797-1855, un grand spirituel à la lumière de sa correspondance, 1991
- Marie-Catherine Bergey, La Robe Pourpre, Vie d’Antonio Rosmini, Ed. Bière, coll. Biblio. Phil. Comp., Class. – 2, 2000.
- François Evain, S.J.: Être et personne chez Antonio Rosmini, Paris, 1981.
- Jean Paulin Mbida Ngono, La justice sociale : un concept catholique : Luigi Taparelli d'Azeglio et Antonio Rosmini Serbati, 2017